# Holcodryops
Holcodryops é um género de escaravelho aquático da família Dryopidae', que inclui uma única espécie, Holcodryops mouli, descrita por Spangler em 1987 . Os exemplares descritos são provenientes do Equador. 